# Улица Свердлова (Ижевск)
Улица Свердло́ва — улица в Первомайском районе Ижевска. Проходит в историческом центре города от проезда Дерябина на юг до левого берега реки Иж. Нумерация домов ведётся от берега реки с юга на север.

## История
Улица Свердлова — одна из старейших улиц удмуртской столицы. По некоторым данным она существовала ещё в 1764 году в посёлке при железоделательном заводе. Улица находилась на высоком, крутом берегу реки Иж и заводского пруда, в связи с чем получила название Береговой улицы. В документах это название впервые упоминается в 1809 году. Береговая улица в XIX веке была достаточно длинной — она проходила как вдоль берега Ижевского пруда, так и ниже плотины — вдоль берега реки.
В декабре 1918 года в самый разгар Гражданской войны Береговую переименовали в улицу Красного террора, однако под новым именем она просуществовала лишь 2 года. 16 октября 1920 года было принято решение разделить улицу на две. Северная часть, проходившая по берегу пруда, получила имя Милиционной улицы, а южная часть ниже плотины была названа именем советского государственного деятеля Я. М. Свердлова.

## Расположение
Улица начинается на левом берегу реки Иж ниже Долгого моста. С правого берега реки к началу улицы можно перейти по пешеходному мосту, переброшенному через Иж. От берега реки улица проходит в северном направлении и пересекает Интернациональный переулок. Далее с правой (чётной) стороны от улицы Свердлова берут начало улицы Пастухова и Ленина. Последний, северный отрезок улицы спускается от улицы Ленина к плотине Ижевского пруда. У плотины улица Свердлова заканчивается и разделяется на набережную зодчего Дудина и Милиционную улицу.

## Достопримечательности

### По чётной стороне

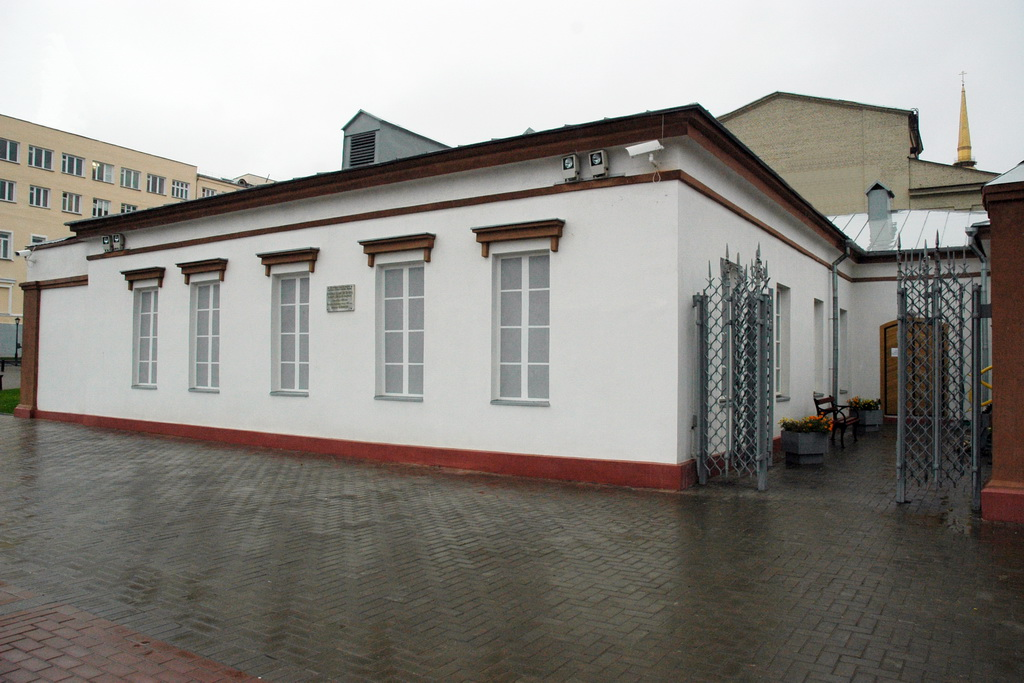

#### Денежная кладовая (№ 32)
Денежная кладовая — одно из первых каменных сооружений Ижевского оружейного завода. Построенное в 1804 году оно является к тому же старейшим каменным зданием Ижевска, сохранившимся до наших дней. Расположено в самом конце улицы, на площади Оружейников, за бывшим дворцом культуры «Ижмаш».
Первоначально здание было построено для хранения заводской казны, имело земляную крышу и толстые стены в полтора метра шириной. В 1852 году кладовая была расширена и перестроена под гауптвахту, а двор обнесён высоким забором. В 1885 году здание перестроили под кухню, хлебопекарню и столовую местного гарнизона. Перед революцией в денежной кладовой работало управление лесничества. В 1960-е и 1970-е годы в здании находилось управление «Удмуртгаза», а затем туда переехал музей завода «Ижмаш», который размещается там и поныне.

#### Женская гимназия (№ 28)

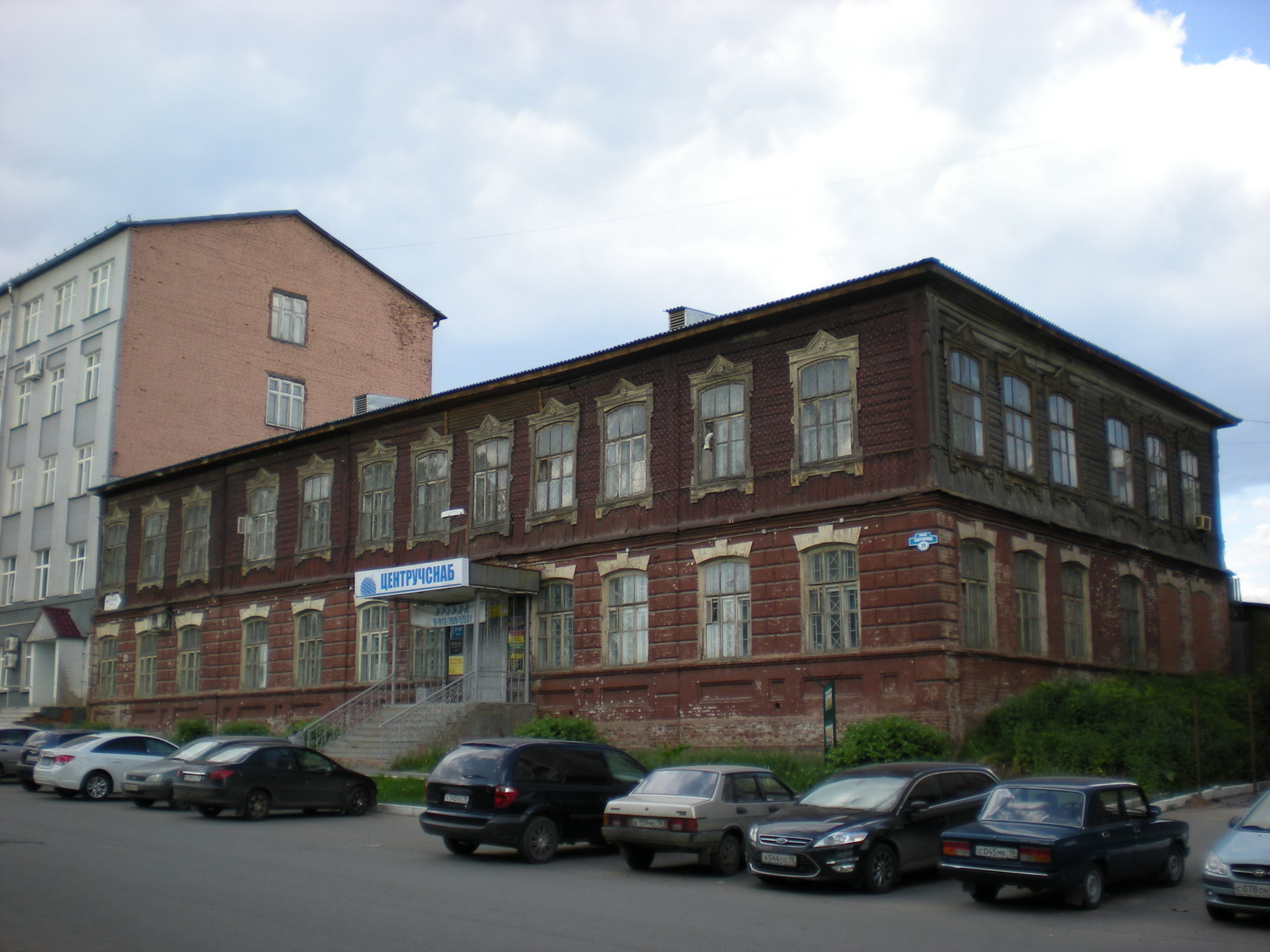
Женская гимназия

Полукаменное здание Ижевской женской гимназии было построено в 1908—1911 годах на денежные пожертвования ижевских рабочих. В начале XX века в Ижевском посёлке не было ни одного среднего учебного заведения. Лишь в ноябре 1907 года открылась первая женская прогимназия. Создана она была за счёт денежных взносов рабочих-оружейников, а размещалась первое время в небольшом сером каменном здании (до наших дней не сохранилось). Это была прогимназия, которая давала только четырёхклассное образование.
Однако денежные средства на строительство шли настолько активно, что оказалось возможным уже в 1908 году начать строительство нового капитального здания прогимназии (на иллюстрации). В 1911 году прогимназия была преобразована в полноценную гимназию. Однако содержаться она продолжала в основном на общественные и земские средства. Учились здесь главным образом дочки мастеровых завода. Ежегодная плата за обучение составляла 15 рублей.
В 1970-е годы в здании гимназии размещался Удмуртский институт усовершенствования учителей. В настоящее время здание используется в качестве торгово-офисного центра.

#### Прочие здания и сооружения
- № 4 — этнокомплекс «Бобровая долина»
- № 22 — Главное бюро медико-социальной экспертизы по Удмуртской Республике
- № 26 — Удмуртский республиканский комитет КПРФ
- № 30 — 4 корпус Ижевской государственной сельскохозяйственной академии (ИжГСХА)
- Памятник ижевским оружейникам (2007, скульптор П. Медведев)

### По нечётной стороне

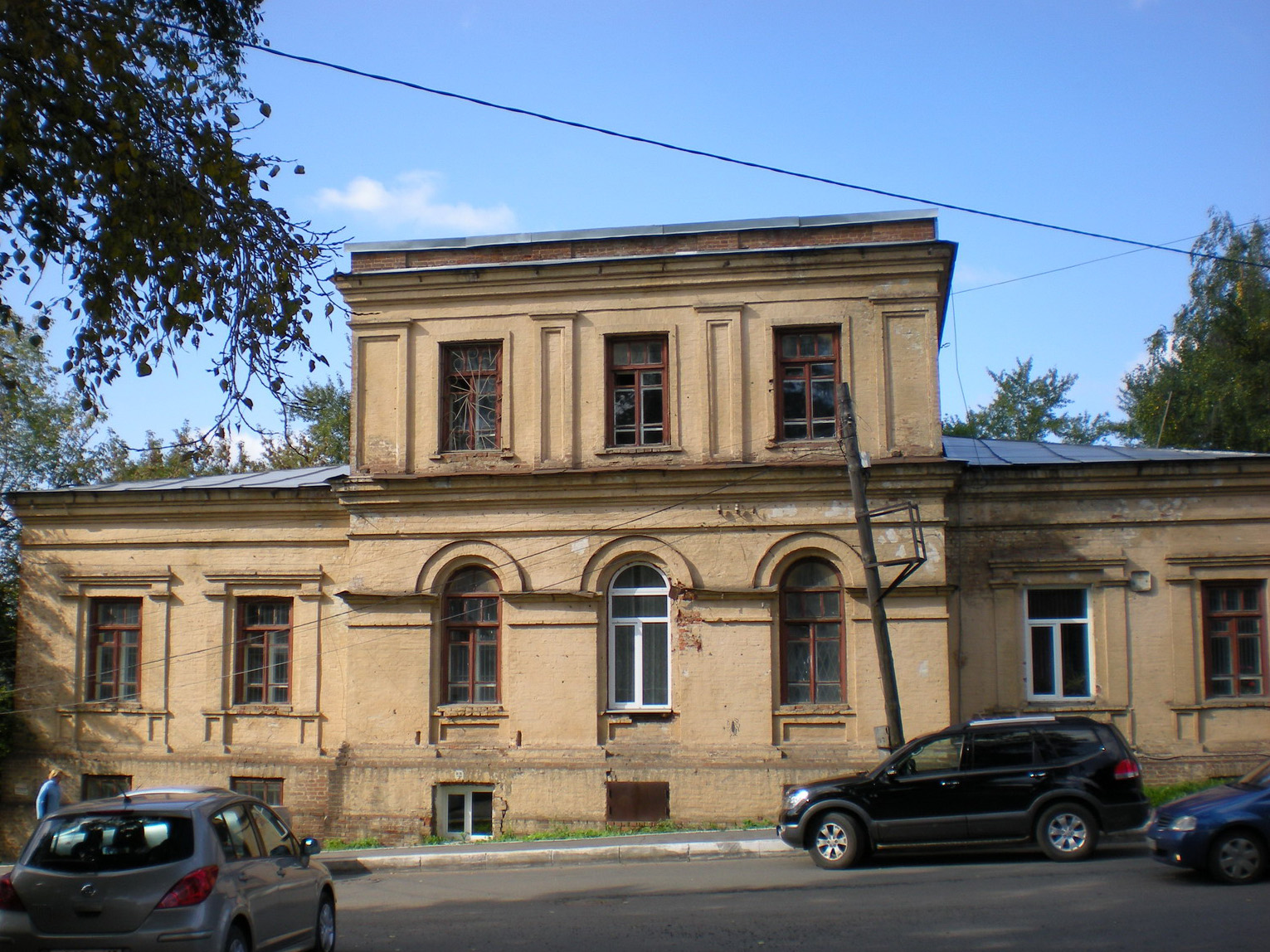
Дом Коковихиных

#### Дом Коковихиных (№ 9)
Двухэтажный каменный особняк, располагающийся сегодня по адресу улица Свердлова, 9, в XIX веке принадлежал семье заводского архитектора И. Т. Коковихина. Иван Трофимович Коковихин был известен тем, что спроектировал многие здания старого Ижевска, например, Генеральский дом.
Дом для своего семейства архитектор также проектировал сам. Строительство здания началось в 1857 году. Дом упоминается в документе 1874 года. Впоследствии до 1895 года здание занимала земская больница. В 1895—1902 гг. в доме размещалась солдатская казарма. С 1902 года в Доме Коковихиных работало двухклассное мужское училище.
Сейчас здание занимает Ижевский машиностроительный техникум имени С. Н. Борина.

#### Здание Нагорного волостного правления (№ 5)

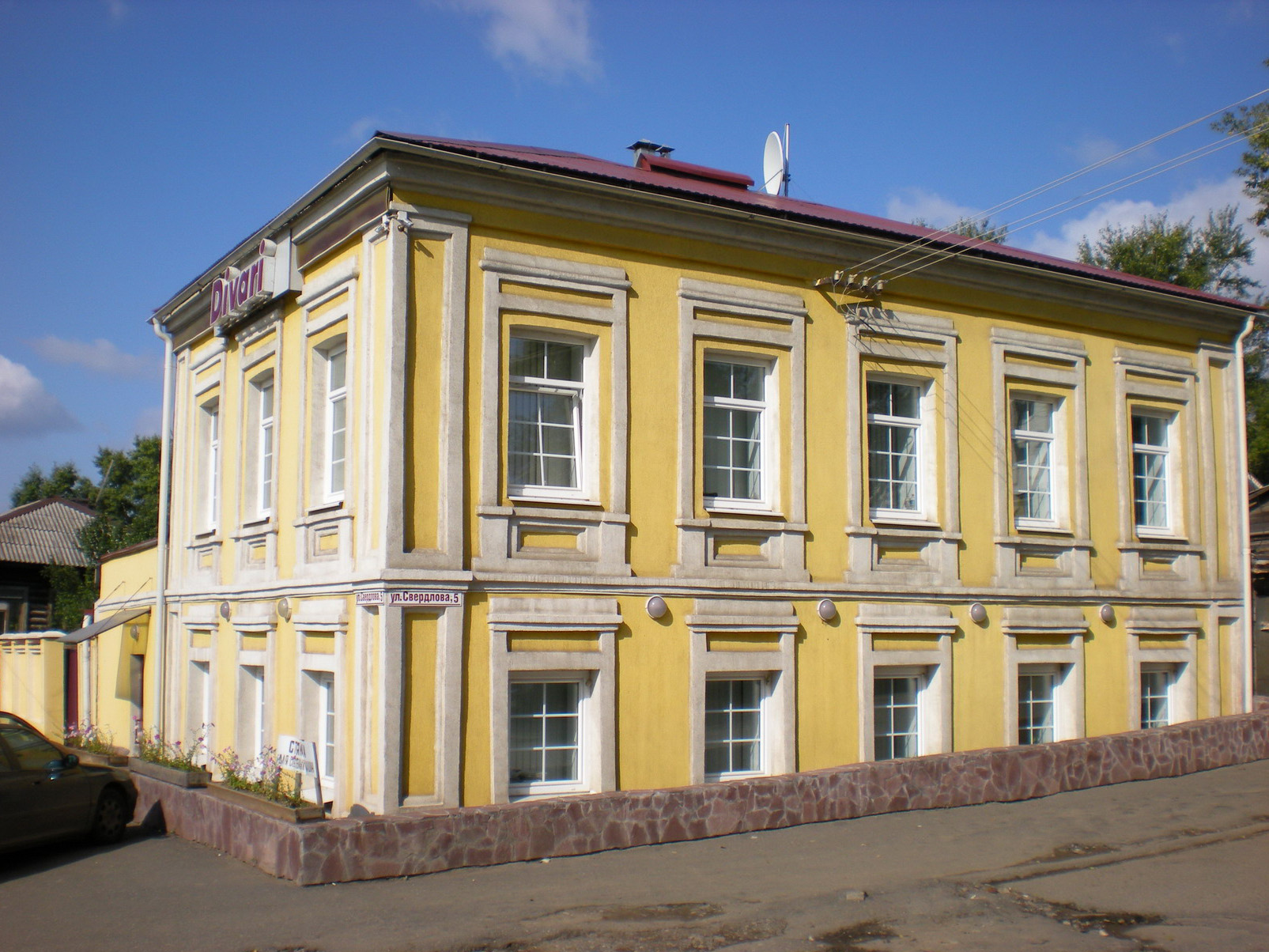
Улица Свердлова, дом 5

Отмена крепостного права, произошедшая в 1860 году, в оружейном производстве протекала достаточно медленно. Лишь в конце 1866 года работники Ижевского оружейного завода были освобождены от крепостной зависимости и стали обычными сельскими жителями. В связи с этим в 1867 году произошла реформа местного самоуправления. Посёлок Ижевский завод был разделён на две волости — Ижевско-Нагорную и Ижевско-Заречную. Обе волости были формально независимы, имели свои волостные правления и делились на сельские общества. Ижевско-Нагорная волость делилась на семь сельских обществ, а её правление в 1870-е гг. размещалось в небольшом двухэтажном каменном здании на углу Береговой улицы и нижнего Узенького переулка (современный перекрёсток улицы Свердлова и Интернационального переулка). Здание это сегодня имеет адрес улица Свердлова, 5. Построено оно было, вероятно, в 60-е гг. XIX века. Упоминается в документе 1874 года.
В годы Первой мировой войны здесь проживали австро-венгерские военнопленные. Сейчас в здании расположен офис производственно-монтажной компании «Divari».

#### Прочие здания и сооружения
- № 1 — автошкола «Стрелец»
- № 7 — Республиканский центр медицинской профилактики

## Транспорт
На участке от улицы Ленина до проезда Дерябина по улице проходят автобусные маршруты № 8, 10, 12, 15, 34. Однако на самой улице автобусной остановки нет.
Добраться до улицы можно следующим транспортом:
- трамваи № , , , , , , , , троллейбусы № 1, 6, 7, 9, автобусы № 2, 6, 7, 8, 9, 11, 12, 15, 26, 27, 34, 36, 40, 41, 56, 59, 306, маршрутное такси № 10 (ост. Центр/Собор А. Невского/Пирожковая/Ул. Ленина/Летний сад им. Горького);
- троллейбусы № 6, 9, автобусы № 2, 6, 7, 8, 9, 11, 15, 26, 27, 34, 36, 41 (ост. Долгий мост);
- трамваи № , , , ,  (ост. Центральная мечеть).